# Euoniticellus perniger
Euoniticellus perniger är en skalbaggsart som beskrevs av Yves Cambefort och Mauchamps 1980. Euoniticellus perniger ingår i släktet Euoniticellus och familjen bladhorningar. Inga underarter finns listade i Catalogue of Life.